# Praça Parigot de Souza
A Praça Parigot de Souza é um espaço público do município paranaense de Cascavel, localizada no Bairro Country, entre as ruas Pará, Voluntários da Pátria, Goiás e Pedro Ivo. Foi inaugurada em 1982.

## Estrutura
Constituído de um quarteirão de 12.650 m², com inúmeras espécies de árvores nativas, entre as quais se destaca a Araucária. Conta com bancos, pistas de caminhada, uma concha acústica com arquibancada em concreto para 800 pessoas e academia ao ar livre.

## Homenageado
Pedro Viriato Parigot de Souza foi um engenheiro, político e governador do Estado do Paraná entre os anos de 1971 e 1973, ano em que morreu.

## Galeria

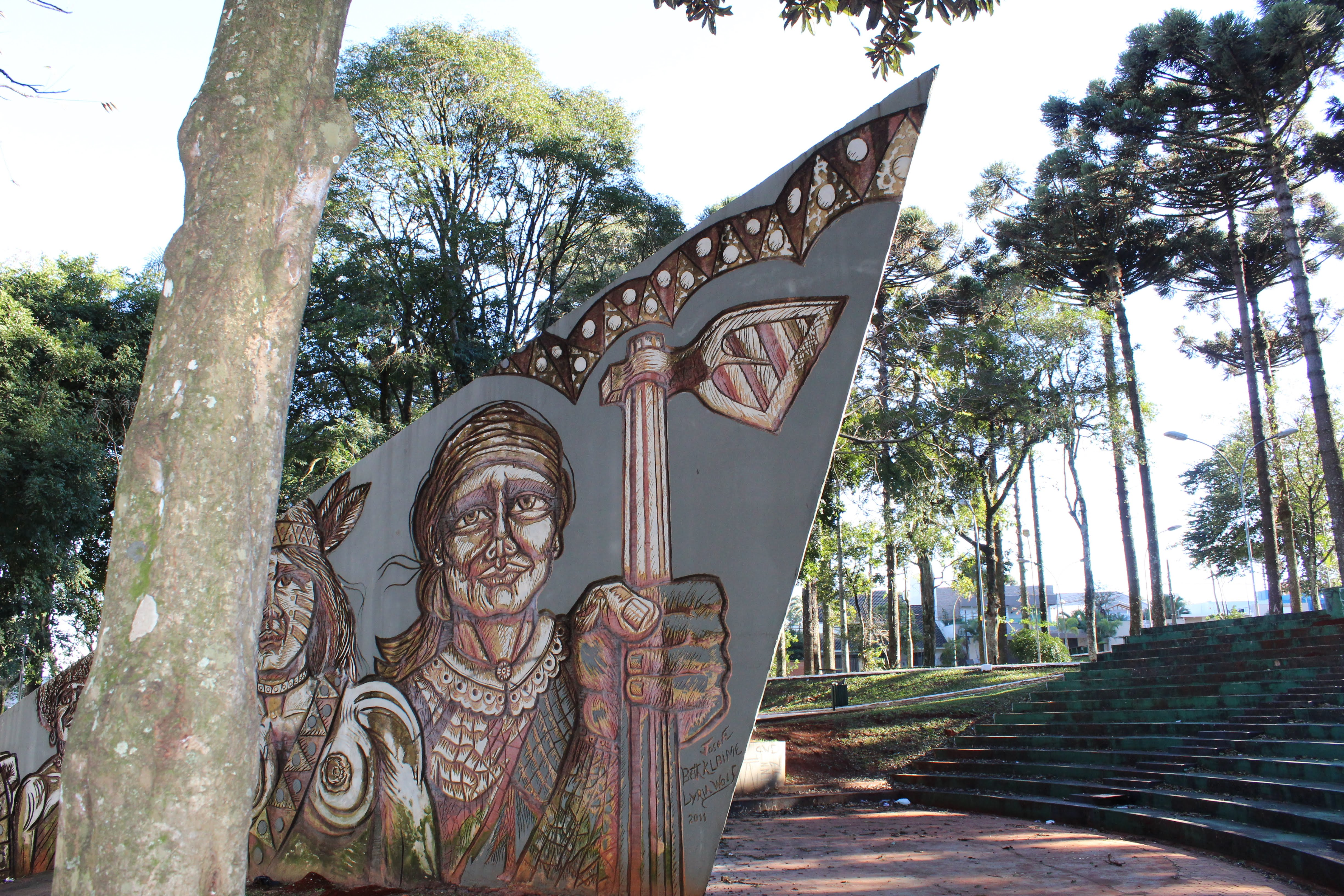
Esculturas na lateral da concha acústica
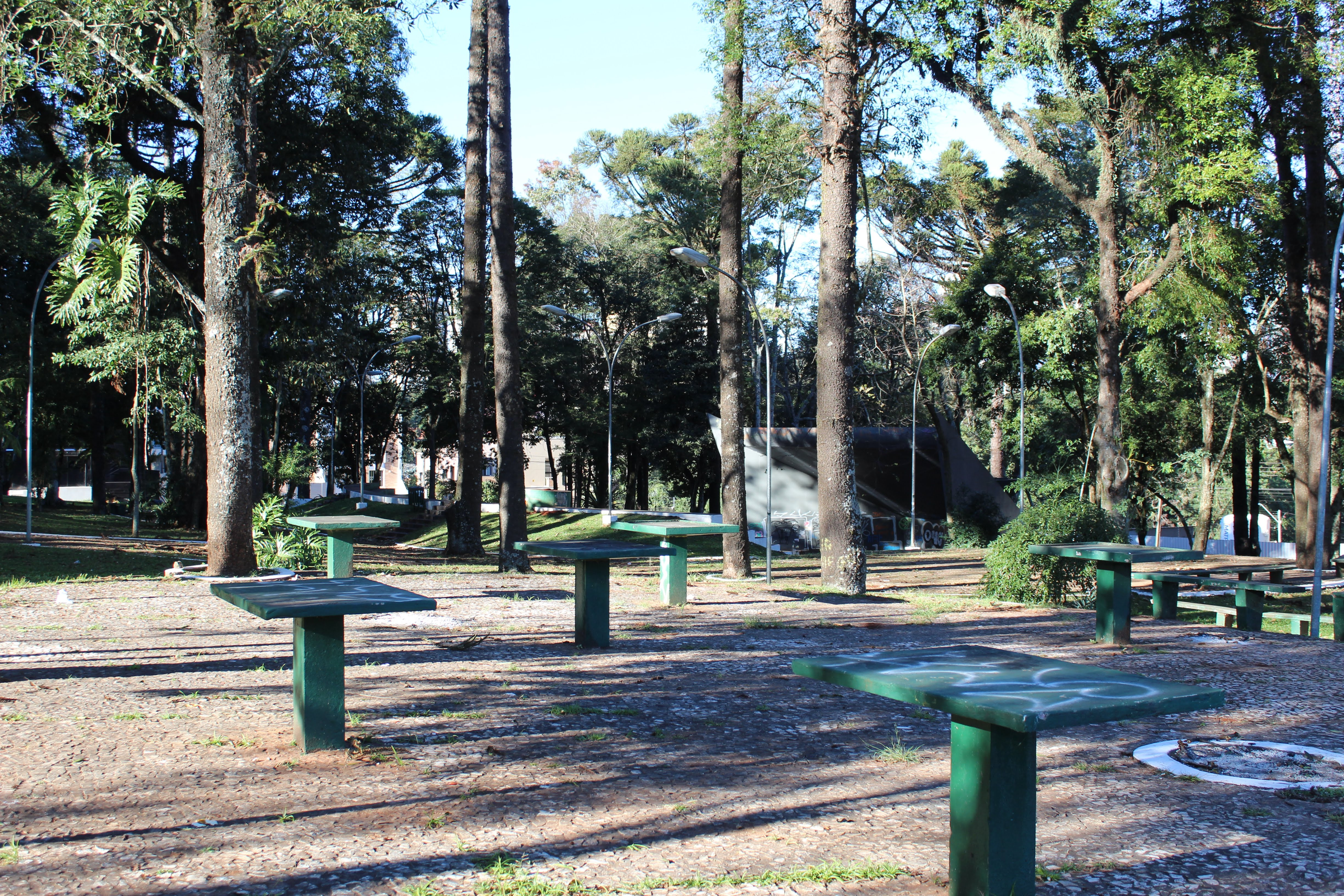
Mesas e bancos em concreto
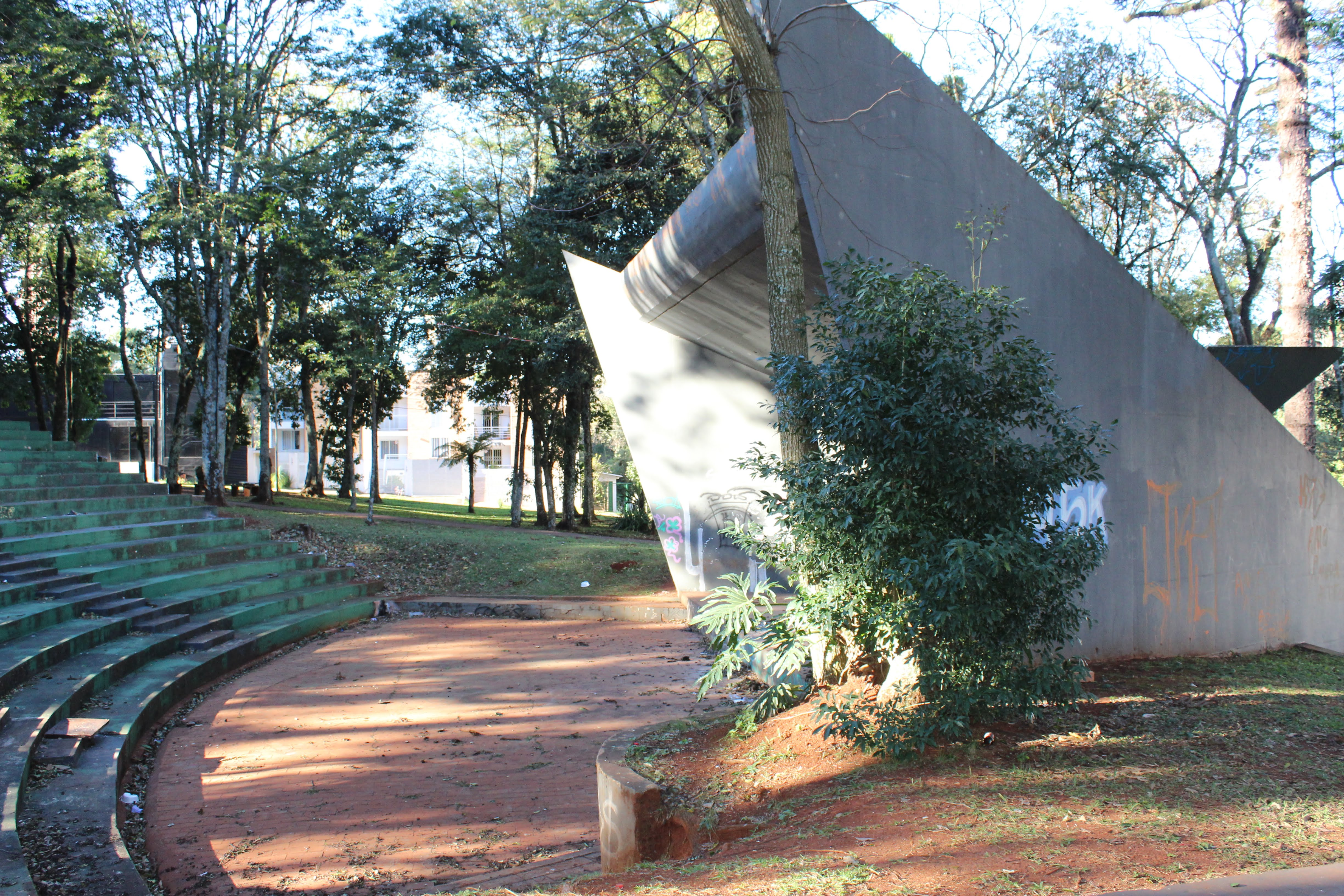
Detalhe das arquibancadas
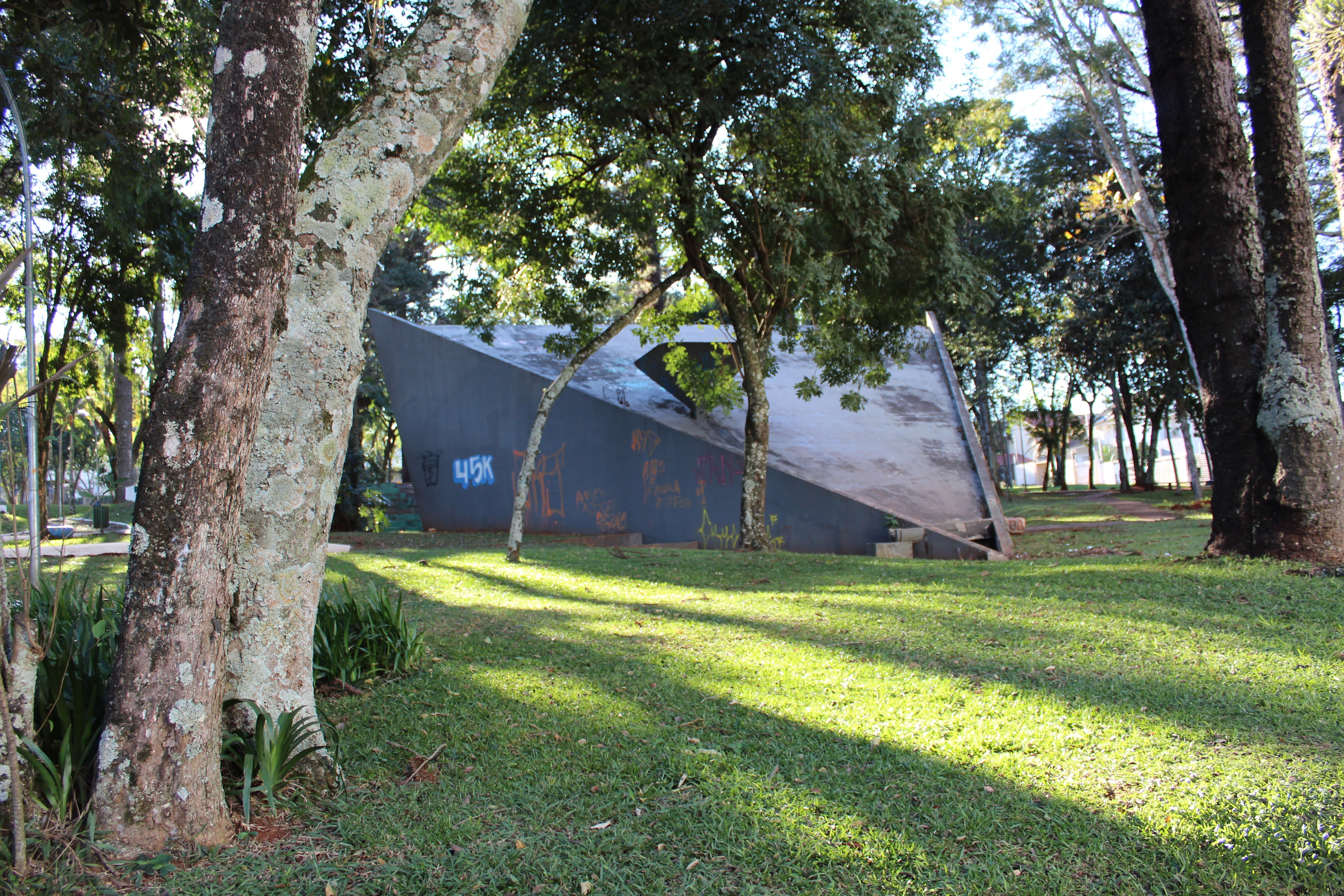
Fundos da concha acústica